# James Carter (nuotatore)
James Carter (12 febbraio 1957) è un ex nuotatore britannico.

## Palmarès
- Mondiali

Cali 1975: bronzo nella 4x100m misti.
- Europei

Vienna 1974: argento nei 1500m stile libero e bronzo nella 4x100m misti.